# Sven Andersson (konstnär, 1838–1893)
Sven Anders Andersson, född 23 april 1838 i Ekeberga socken, död 26 september 1893 i Helsingborg, var en svensk målare, tecknare grafiker och teckningslärare.
Han var son till komministern Peter Andersson och Sophia Catharina Borén. Andersson avlade studentexamen i Lund 1859 och studerade därefter konst vid den danska konstakademien 1868-1871 samt i Düsseldorf och Berlin. Han var anställd som ritlärare vid läroverket i Helsingborg 1871-1893. Under sin studietid i Lund utförde han på sin fritid en mängd teckningar för Edvard Wilhelm Berlings och Bernhard Cronholms topografiska arbeten samt litografier. Han utgav skämttidningen Vespan 1881-1883. Hans konst består av landskapsmålningar från Skåne och Småland.